# Alexander Wurz
Alexander Wurz (Waidhofen an der Thaya, 15 de fevereiro de 1974) é um ex- automobilista da Áustria. É o segundo filho da lenda do rali Franz Wurz, campeão europeu de Rali em 1974, 1976 e 1982.

## BMX
A primeira prova de que Alex era um bom piloto foi no Campeonato Mundial de BMX e o ganhou de ponta a ponta em 1986. Isto lhe deu a forma física necessária para o automobilismo.

## Carreira na Fórmula 1
Ele se tornou o vencedor mais jovem da história de Le Mans, antes de ingressar na Fórmula 1. Sua estreia foi em 15 de junho, de 1997, substituindo o compatriota Gerhard Berger, já veterano. Ele impressionou a todos com um pódio em sua terceira corrida, e sua gratificação foi um assento na próxima temporada, em 1998.

### Benetton
Nas 3 temporadas seguintes pela Benetton, Wurz foi batido pelo seu companheiro de equipe, Giancarlo Fisichella. Uma bela largada em 1998 sugeria um futuro brilhante, mas ele nunca pôde provar isso. Em Mônaco, ele disputou posições com a lenda o automobilismo, Michael Schumacher, mas logo depois, bateu num estilo espetacular. Depois de 3 temporadas seguidas sem resultados significativos.

### Piloto de testes

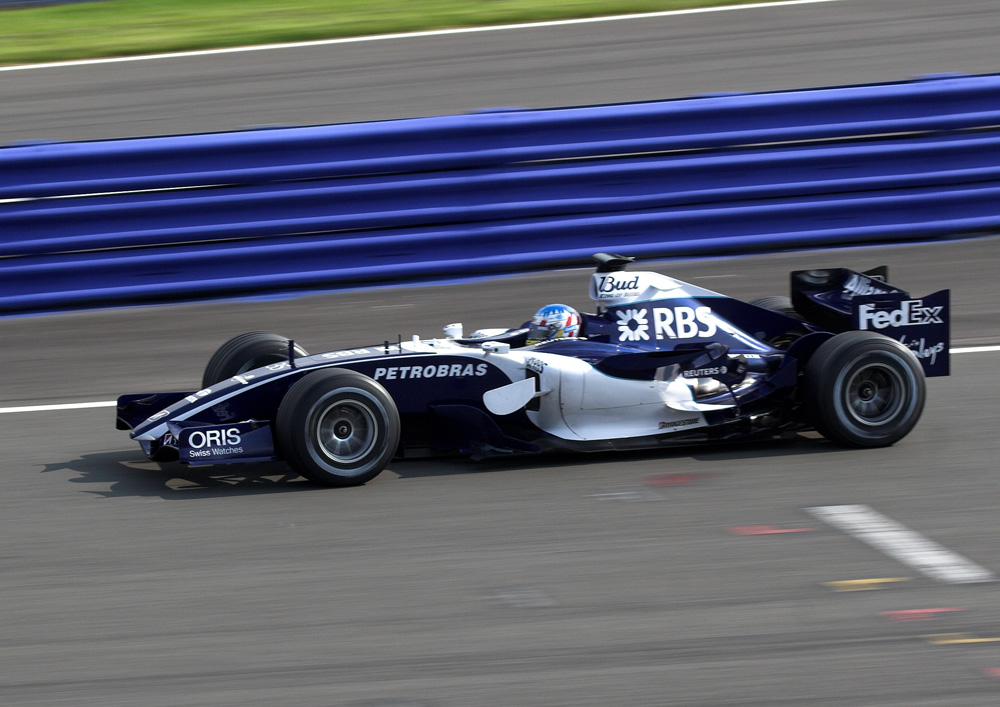
Wurz, em 2006 pela Williams.

Sem conseguir um lugar num time de ponta na F1, em 2001, ele decidiu ser o terceiro piloto de testes para a McLaren. Foi sua melhor performance até então. Várias vezes, ele esteve ligado a rumores sobre uma vaga em alguma equipe.
Em abril de 2005, com Juan Pablo Montoya machucado, Wurz guiou a Mclaren no Grande Prêmio de San Marino, terminando em quarto lugar, mas 'herdou' o terceiro lugar após os dois pilotos da BAR serem eliminados. Sua prova em Imola não foi tão espetacular assim, já que não se sentia confortável no carro, devido a sua altura (1,86 m). Desde que assinou com a Mclaren como piloto de teste, Wurz persegue um lugar em alguma equipe. Em 2003, ele quase assinou com a Jaguar, já que Antonio Pizzonia estava na corda bamba. Entretanto, a McLaren não permitiu a mudança de equipe de Wurz. Então, a Jaguar decidiu dar mais uma chance a Pizzonia.

### Williams
Alexander Wurz assinou com a Williams e se tornou o novo piloto de testes e terceiro piloto. Com a ida de Mark Webber para a Red Bull Racing no ano de 2007, assumiu a vaga na equipe como piloto titular, conseguindo como melhor resultado um pódio em Montreal.

### Aposentadoria
Em 2007, Alexander Wurz anunciou sua retirada da Fórmula 1. Seu substituto na última corrida da temporada 2007, o GP do Brasil, foi o japonês Kazuki Nakajima, filho do lendário Satoru Nakajima. No total de sua carreira, ele participou de 69 Grandes Prêmios, marcando 45 pontos. Em 2015 anuncia sua aponsetadoria

### Retorno
Em 2008, Wurz voltou à categoria como piloto de testes da equipe Honda. No ano seguinte, após a equipe ser comprada por Ross Brawn e ser renomeada para Brawn, Wurz assumiu o cargo de conselheiro.
Em 2011 o piloto foi convidado a fazer parte do quadro de comissários da FIA, durante a disputa do Grande Prêmio do Brasil.
Em 2012, Wurz foi contratado pela equipe Williams para trabalhar como conselheiro, sendo mentor dos jovens pilotos da equipe.

#### Medical Car
Wurz foi o piloto do Medical Car da Fórmula 1 (um Mercedes C63 AMG Estate) no Grande Prêmio de Singapura. Dias antes desta prova, o piloto oficial do carro, Jacques Tropenat, passou mal. O nome de Wurz foi recomendado para ocupar esta posição substituta pelo piloto do Safety Car, Bernd Mayländer.

## Resultados na Fórmula 1
| 1997 | Mild Seven Benetton Renault                 | Benetton B197  | Renault RS9 3.0 V10      | AUS     | BRA     | ARG     | SMR     | MON    | ESP     | CAN Ret | FRA Ret | GBR 3   | GER    | HUN     | BEL     | ITA     | AUT     | LUX     | JPN     | EUR    |     |     | 14° | 4  |
| 1998 | Mild Seven Benetton Playlife                | Benetton B198  | Playlife GC37-01 3.0 V10 | AUS 7   | BRA 4   | ARG 4   | SMR Ret | ESP 4  | MON Ret | CAN 4   | FRA 5   | GBR 4   | AUT 9  | GER 11  | HUN Ret | BEL Ret | ITA Ret | LUX 7   | JPN 9   |        |     |     | 8°  | 17 |
| 1999 | Mild Seven Benetton Playlife                | Benetton B199  | Playlife FB01 3.0 V10    | AUS Ret | BRA 7   | SMR Ret | MON 6   | ESP 10 | CAN Ret | FRA Ret | GBR 10  | AUT 5   | GER 7  | HUN 7   | BEL 14  | ITA Ret | EUR Ret | MAL 8   | JPN 10  |        |     |     | 13° | 3  |
| 2000 | Mild Seven Benetton Playlife                | Benetton B200  | Playlife FB02 3.0 V10    | AUS 7   | BRA Ret | SMR 9   | GBR 9   | ESP 10 | EUR 12  | MON Ret | CAN 9   | FRA Ret | AUT 10 | GER Ret | HUN 11  | BEL 13  | ITA 5   | USA 10  | JPN Ret | MAL 7  |     |     | 15° | 2  |
| 2005 | West McLaren-Mercedes Team McLaren Mercedes | McLaren MP4-20 | Mercedes FO 110R 3.0 V10 | AUS     | MAL     | BHR TD  | SMR 3   | ESP    | MON TD  | EUR TD  | CAN     | USA     | FRA    | GBR     | GER TD  | HUN TD  | TUR     | ITA     | BEL TD  | BRA TD | JPN | CHN | 17° | 6  |
| 2007 | AT&T Williams                               | Williams FW29  | Toyota RVX-07 2.4 V8     | AUS Ret | MAL 9   | BHR 11  | ESP Ret | MON 7  | CAN 3   | USA 10  | FRA 14  | GBR 13  | EUR 4  | HUN 14  | TUR 11  | ITA 13  | BEL Ret | JPN Ret | CHN 12  | BRA    |     |     | 11° | 13 |

(Legenda)
 (Corridas em itálico indicam volta mais rápida.)
Nota: Entre 2001 e 2005, Wurz foi piloto de teste da McLaren e disputou o GP de San Marino de 2005 substituindo Juan Pablo Montoya. Em 2006 foi piloto de testes da equipe Williams.